# Maria Bamford
Maria Elizabeth Sheldon Bamford es una comediante, actriz y actriz de doblaje estadounidense. Su estilo de comedia es surrealista e incorpora imitaciones de voz en diferentes tipos de personajes.
Bamford nació en la base naval en Port Hueneme, California, donde su padre Joel estaba sirviendo como médico de la armada. Creció en Duluth, Minnesota, donde cursó educación primaria. Durante su juventud, asistió a la Universidad de Edimburgo, y la Universidad de Minnesota, donde obtuvo un título en escritura creativa. Poco después, comenzó a hacer stand-up en Minneapolis, Minnesota, a los 19 años, junto a Stevie Ray y su espectáculo Comedia Cabaret.

## Carrera
Bamford ha aparecido en numerosas películas y programas de televisión, incluyendo apariciones de voz en películas y series de dibujos animados. 
Bamford ha aparecido como estrella en la serie documental de cómicos de Comedy Central y Showtime; También ha aparecido en representaciones cortas tituladas The Maria Bamford Show. 
Durante las navidades de 2009-2010, Bamford apareció en una serie de anuncios para una conocida marca de supermercados en los que destacan su peculiar modo de interpretación.
En 2013, creó una serie web llamada 'preguntarle a mi mamá", en la que María se interpreta a sí misma y su madre. En la serie, Bamford responde a las preguntas enviadas por los fanes.
María Bamford, es muy conocida por su participación en el doblaje de dibujos animados, como La leyenda de Korra en el canal Nickelodeon. En 2013, apareció en la cuarta temporada de Arrested Development como Debrie Bardeaux.
Además, ella apareció en la tercera temporada de Louis CK, interpretado por el famoso comediante estadounidense que da nombre a la serie.
En 2014, ganó el American Comedy Awards.
Estrella invitada en BoJack Horseman en temporada 1, capítulo 12.

## Vida personal
Bamford declaró en una entrevista con The Salt Lake Tribune que fue diagnosticada con trastorno bipolar II. Las características y peculiaridades de este trastorno suelen ser incorporadas por Bamford como parte de su show o en sus diferentes interpretaciones, como por ejemplo en Lady Dinamite, donde Bamford incorpora al show episodios de su propia vida. 
El 11 de diciembre de 2014, durante su espectáculo en el Teatro Neptuno en Seattle, Bamford anunció que estaba comprometida con el artista de Scott Marvel Cassidy  . Se casaron en 2015.